# گیدو اوگولوتی
گیدو اوگولوتی (ایتالیایی: Guido Ugolotti؛ زادهٔ ۲۸ اوت ۱۹۵۸) بازیکن فوتبال اهل ایتالیا است.

## باشگاهی
از باشگاه‌هایی که در آن بازی کرده‌است می‌توان به باشگاه فوتبال آ.اس. رم، باشگاه فوتبال لاتینا، باشگاه فوتبال پیزا، باشگاه فوتبال آولینو، و باشگاه فوتبال اتلتیکو آرتزو اشاره کرد.

## تیم ملی
وی همچنین در تیم‌های ملی فوتبال زیر ۲۱ سال ایتالیا و فوتبال در بازی‌های المپیک تابستانی ۱۹۸۰ بازی کرده‌است.